# Adrola Dushi
Adrola Dushi (Rrëshen, 1993) è una modella albanese, incoronata Miss Universo Albania 2012, il 2 novembre 2012, alla fine del concorso di bellezza nazionale che si è tenuto a Tirana.
La modella è alta un metro e settantanove.
In quanto vincitrice del titolo di Miss Universo Albania, la Dushi ha ottenuto la possibilità di rappresentare l'Albania al concorso internazionale Miss Universo 2012, che si terrà il 19 dicembre 2012 a Las Vegas, negli Stati Uniti.